# Ivan Generalić

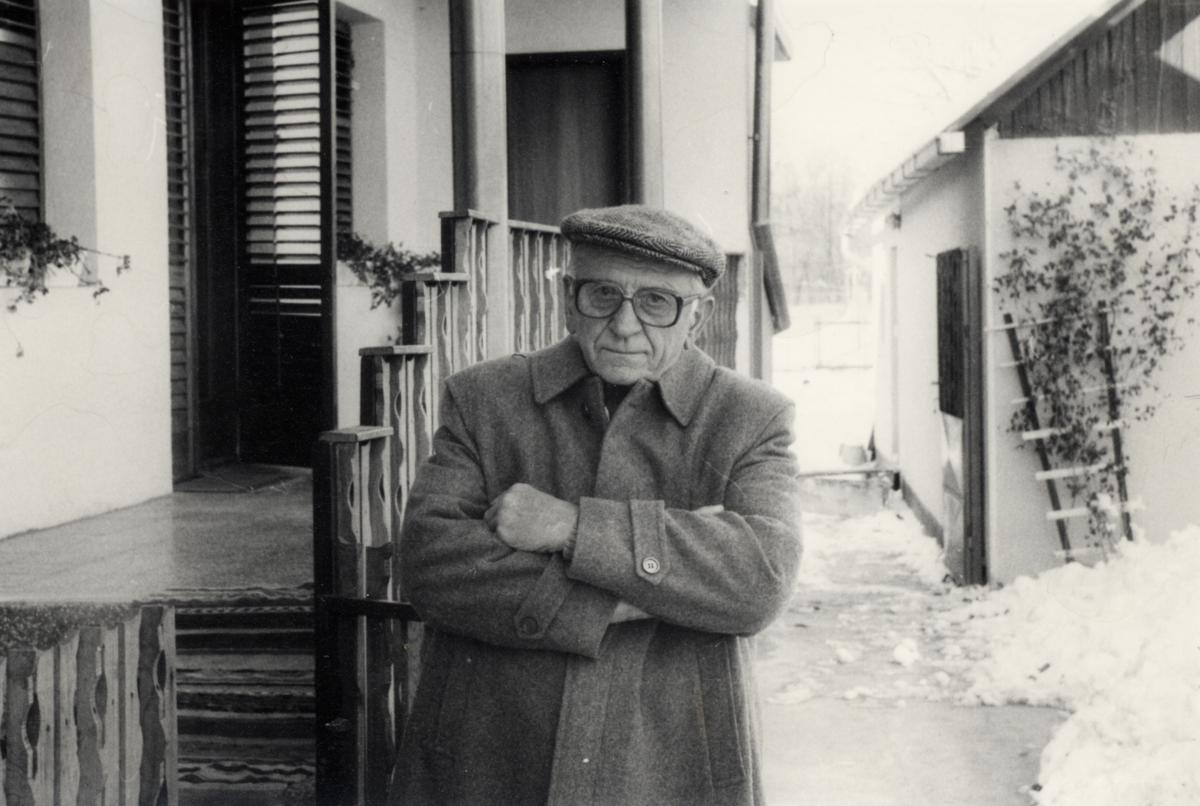
Ivan Generalić (1988)

Ivan Generalić (* 21. Dezember 1914 in Hlebine; † 27. November 1992 in Koprivnica, Kroatien) war ein jugoslawischer Maler. Er gilt als zentrale Figur der sogenannten Schule von Hlebine, einer Künstlerbewegung, die sich durch autodidaktisches Schaffen und ländliche Bildmotive auszeichnete und die in den 1930er-Jahren in der Region Podravina entstand.

## Leben
Ivan Generalić wuchs in einem kleinen Bauerndorf auf. Schon in jungen Jahren zeigte er künstlerisches Talent, das früh von dem akademischen Maler Krsto Hegedušić erkannt wurde. Hegedušić lud Generalić ein, sich einer Gruppe junger Künstler anzuschließen, die aus der bäuerlichen Bevölkerung kamen und eine neue, volksnahe Form der Kunst entwickelten. Dies führte zur Gründung der Hlebine-Schule, deren Ziel es war, die Ausdrucksformen der Volkskunst mit zeitgenössischen künstlerischen Mitteln zu verbinden.
Generalićs bevorzugte Technik war die Hinterglasmalerei. Dabei wird das Bild seitenverkehrt auf die Rückseite einer Glasplatte gemalt. Diese Technik erlaubt eine intensive Leuchtkraft der Farben und eine hohe Präzision, verlangt jedoch eine genaue Planung, da spätere Korrekturen kaum möglich sind.
Inhaltlich widmete sich Generalić zunächst dem ländlichen Alltag, dem bäuerlichen Leben, Bräuchen und Landschaften. Dabei war sein Blick nicht rein idyllisch: Viele seiner Werke thematisieren soziale Ungleichheit, politische Unterdrückung und die Folgen von Krieg und Armut. Trotz ihrer volkstümlichen Stilmittel tragen seine Gemälde oft sozialkritische Züge. Ein Beispiel dafür ist das Werk Begräbnis des Bauern (1959), das als Höhepunkt seiner frühen Schaffensphase gilt.
Im späteren Werk wandelte sich Generalićs Stil. Die Bildsprache wurde zunehmend symbolisch und surreal, mit traumähnlichen Szenen, in denen Figuren und Landschaften in eine fast metaphysische Beziehung treten. Diese Entwicklung verdeutlicht seinen Anspruch, über das rein Dokumentarische hinauszugehen und tiefere gesellschaftliche, emotionale und existenzielle Themen zu verhandeln.
Seine Bilder wurden international ausgestellt und sind heute in zahlreichen Sammlungen vertreten.
Er hatte großen stilistischen Einfluss auf weitere kroatische Künstler wie beispielsweise seinen Sohn Josip Generalić, Franjo Mraz, Mirko Virius, Franjo Filipović, Dragan Gaži und Ivan Večeraj.
Arbeiten Generalićs sind unter anderem Teil der Sammlung Zander in Köln.

## Werke (Auswahl)
- Winter in Hlebine
- Zigeunerhochzeit
- Im Wald
- Hochzeit der Hirsche
- Maske mit Trompete
- Tod meines Freundes Virius